# Francisco Sáez Porres
Francisco Sáez Porres (Cuzcurrita de Río Tirón, Logroño; 20 de enero de 1944 - Logroño, 3 de febrero de 2000) fue un sacerdote secularizado y político español activo desde el comienzo de la Transición Española hasta su fallecimiento siempre como militante de partidos de izquierda.

## Biografía
Francisco Sáez Porres nació el 20 de enero de 1944 en la localidad de Cuzcurrita de Río Tirón, entonces parte de la provincia de Logroño en los primeros años de la dictadura franquista en España.
A los 11 años ingresó en el seminario de Logroño. Más tarde cursaría estudios de Filosofía y Teología, licenciándose por la Universidad de Comillas en junio de 1967.
Fue destinado como párroco a Santa Engracia del Jubera y los pueblos de alrededor. Durante este destino se afilió a la Juventud Obrera Católica, siendo nombrado consejero de la misma en 1970. En 1973 fue destinado a Viguera donde podía desarrollar mejor las labores de consejero de la JOC. En 1974 fue detenido junto a otros miembros de la JOC y de la Hermandad Obrera de Acción Católica (HOAC).
En 1975 entró a formar parte de la Organización Revolucionaria de Trabajadores (ORT). Al año siguiente es nombrado secretario general del Sindicato Unitario en la provincia de Logroño (ya referida informalmente como «La Rioja»), el sindicato promovido por la ORT, que no se formalizó hasta 1977.
En 1977, la ORT quiere presentarse a las elecciones generales de ese año, pero al no haberse constituido aún como formación política deben concurrir como «Agrupación Electoral de Trabajadores (AET)» presentándose en cada circunscripción como una agrupación de electores. En la provincia de Logroño, la Agrupación Electoral de Trabajadores de la Rioja encabezada por Sáez Porres conseguirá 1986 votos, siendo la novena de las 12 candidaturas presentadas en la circunscripción.
Para las elecciones municipales de 1979, la ORT ya puede presentarse con sus siglas en los comicios, encabezando Sáez Porres la candidatura al ayuntamiento de Logroño. Tras los comicios, la ORT consiguió 2304 votos en la capital provincial, pudiendo asegurar una concejalía que ocuparía Sáez Porres, siendo 1 de los 107 concejales que la formación conseguiría en todo el país.
Sólo ocuparía la concejalía hasta las siguientes elecciones municipales de 1983, tras las que volvería a su puesto de trabajo. En 1988 fue nombrado presidente de Cruz Roja de La Rioja, revalidando el cargo en las elecciones internas de la institución en 1989. Dentro de su trabajo en Justicia, fue nombrado miembro de la Comisión de Garantía a nivel estatal el mismo año. El 15 de febrero de 1991 sufrió un infarto que le obligó a abandonar la presidencia de Cruz Roja de La Rioja.
En 1995 vuelve a la política como independiente de la mano del Partido Socialista Obrero Español de La Rioja (PSR-PSOE), que lo presenta a las elecciones municipales de 1995, consiguiendo una concejalía de la oposición durante la alcaldía de José Luis Bermejo del Partido Popular de La Rioja.
En 1999 volverá a ser electo concejal del consistorio logroñés, aunque nuevamente en la oposición durante la alcaldía de Julio Revuelta, también del Partido Popular de La Rioja. Durante esta segunda legislatura consecutiva en el consistorio, en un pleno celebrado el 3 de febrero de 2000 en el que Francisco Sáez Porres apoyaba el procesamiento de Pinochet en una moción presentada por Izquierda Unida, sufrió un ataque al corazón que acabaría con si vida.

## Legado
Poco después de su muerte, en 2001, el ayuntamiento de Logroño creó el Foro Cívico Francisco Sáez Porres.
Javier Bañares, compañero de Sáez Porres, publicó en 2008 el libro Demasiado corazón, en el que relata pasajes de la vida del sacerdote secularizado y político.
El ayuntamiento de Logroño nombró un paseo en su honor en el que hay un monumento dedicado a su persona.